# Pseudemathis trifida
Genre
Espèce
Pseudemathis trifida, unique représentant du genre Pseudemathis, est une espèce d'araignées aranéomorphes de la famille des Salticidae.

## Distribution

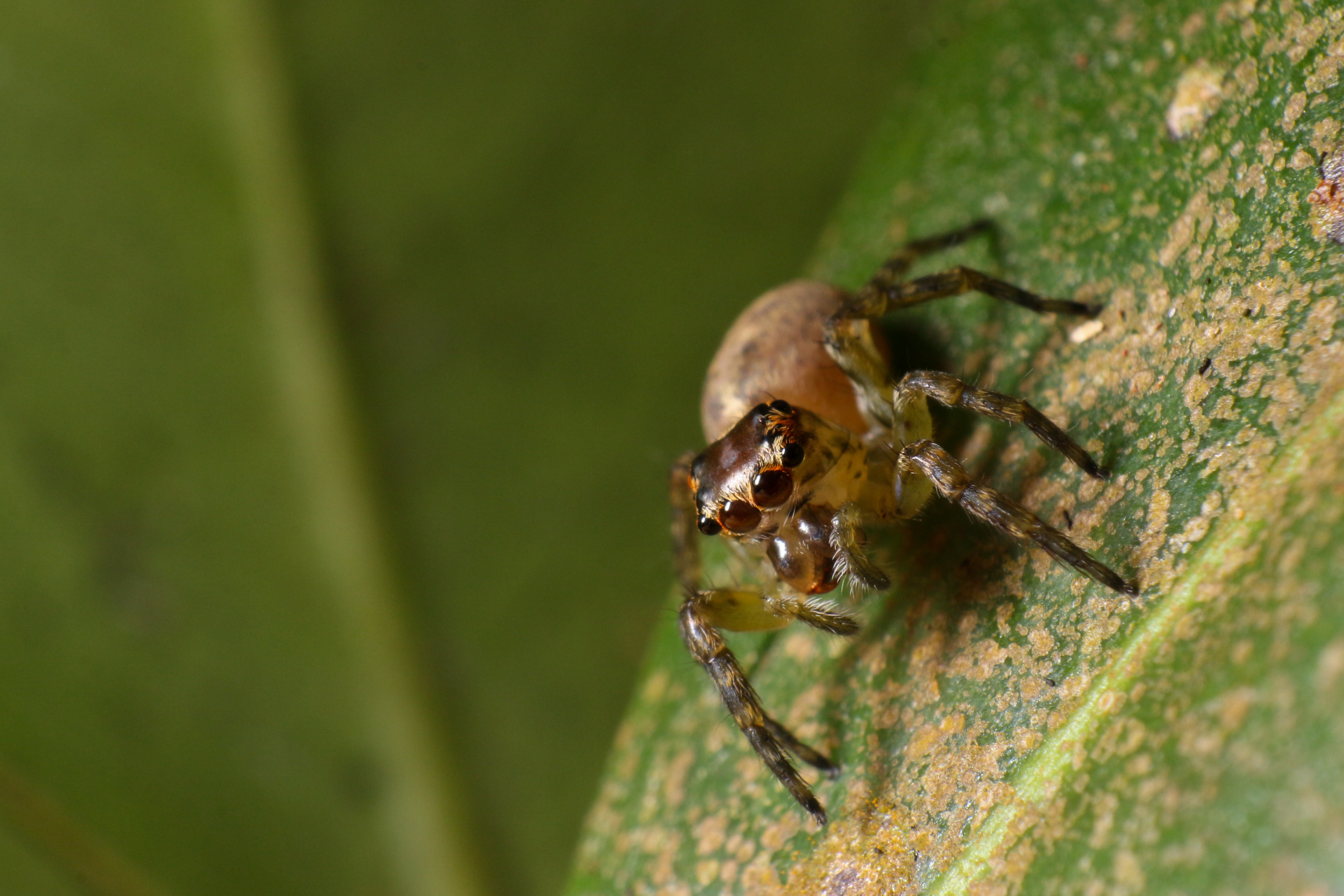
Pseudemathis trifida (femelle, ile de la Réunion 2018)

Cette espèce est endémique des Mascareignes. Elle se rencontre à La Réunion et à l'île Maurice.

## Description
Le mâle mesure 8 mm et la femelle 8 mm.

## Publication originale
- Simon, 1902 : Description d'arachnides nouveaux de la famille des Salticidae (Attidae) (suite). Annales de la Société Entomologique de Belgique, vol. 46, p. 24-56 & 363-406 (texte intégral).